# 小野広人
小野 広人（おの の ひろひと）は、飛鳥時代末期の官人。

## 経歴
和銅元年（708年）9月、中臣人足、小野馬養らと共に造平城京司次官に任ぜられ平城宮の造営を担当した。

## 官歴
『続日本記』による。
- 時期不詳：従五位下